# Blackpool Football Club 2020-2021
Questa voce raccoglie le informazioni riguardanti il Blackpool Football Club nelle competizioni ufficiali della stagione 2020-2021.

## Maglie e sponsor
| Casa | Trasferta | Terza maglia |

Sponsor ufficiale: VisitBlackpool.com
Fornitore tecnico: Puma

## Rosa
Dati aggiornati al 24 gennaio 2021
| N. |                        | Ruolo | Calciatore              |
| -- | ---------------------- | ----- | ----------------------- |
| 1  | Galles (bandiera)      | P     | Chris Maxwell           |
| 2  | Inghilterra (bandiera) | D     | Jordan Lawrence-Gabriel |
| 3  | Inghilterra (bandiera) | D     | James Husband           |
| 4  | Inghilterra (bandiera) | D     | Jordan Thorniley        |
| 5  | Galles (bandiera)      | C     | Jordan Williams         |
| 6  | Inghilterra (bandiera) | C     | Ethan Robson            |
| 7  | Montenegro (bandiera)  | A     | Oliver Šarkić           |
| 8  | Inghilterra (bandiera) | C     | Keshi Anderson          |
| 9  | Inghilterra (bandiera) | A     | Jerry Yates             |
| 10 | Inghilterra (bandiera) | C     | Sullay Kaikai           |
| 12 | Australia (bandiera)   | C     | Kenny Dougall           |
| 13 | Inghilterra (bandiera) | P     | Jack Sims               |
| 14 | Inghilterra (bandiera) | A     | Gary Madine             |
| 15 | Inghilterra (bandiera) | D     | Demetri Mitchell        |

| N. |                         | Ruolo | Calciatore            |
| -- | ----------------------- | ----- | --------------------- |
| 17 | Inghilterra (bandiera)  | C     | Matty Virtue          |
| 18 | Inghilterra (bandiera)  | C     | Grant Ward            |
| 19 | Inghilterra (bandiera)  | C     | Dan Kemp              |
| 20 | Inghilterra (bandiera)  | D     | Oliver Turton         |
| 21 | Inghilterra (bandiera)  | D     | Marvin Ekpiteta       |
| 22 | Inghilterra (bandiera)  | D     | CJ Hamilton           |
| 23 | Islanda (bandiera)      | D     | Daníel Leó Grétarsson |
| 25 | Inghilterra (bandiera)  | C     | Cameron Antwi         |
| 27 | Inghilterra (bandiera)  | D     | Teddy Howe            |
| 29 | Inghilterra (bandiera)  | D     | Luke Garbutt          |
| 30 | RD del Congo (bandiera) | C     | Bez Lubala            |
| 33 | Slovacchia (bandiera)   | P     | Alex Fojtíček         |
|    | Inghilterra (bandiera)  | C     | Kevin Stewart         |